# Collana
Collana ist eine Landstadt im Departamento La Paz im südamerikanischen Andenstaat Bolivien.

## Lage im Nahraum
Collana liegt in der Provinz Aroma und ist zentraler Ort im Cantón Collana im Municipio Collana auf einer Höhe von 3964 m. Östlich von Collana erstreckt sich die weite Ebene des bolivianischen Hochlandes bis zur Serranía de Sicasica; direkt westlich des Ortes verläuft ein nord-südlich ausgerichteter Gebirgsriegel, der bis auf 4500 m ansteigt.

## Geographie
Collana liegt auf dem bolivianischen Altiplano zwischen den Anden-Gebirgsketten der Cordillera Occidental im Westen und der Cordillera Central im Osten. Das Klima der Region ist ein typisches Tageszeitenklima, bei dem die mittlere Schwankung der Temperaturen im Tagesverlauf deutlicher ausfällt als im Jahresverlauf.
Die mittlere Durchschnittstemperatur der Region liegt bei knapp 9 °C (siehe Klimadiagramm Viacha), die Monatswerte schwanken nur unwesentlich zwischen 6 °C im Juli und 10 °C im November. Der Jahresniederschlag beträgt rund 600 mm, die Monatsniederschläge liegen zwischen unter 10 mm in den Monaten Juni und Juli und über 100 mm im Januar und Februar.

## Verkehrsnetz
Collana liegt 64 Straßenkilometer entfernt von La Paz, der Hauptstadt des Departamentos.
Von La Paz aus führt die asphaltierte Nationalstraße Ruta 2 in westlicher Richtung nach El Alto, von dort die Ruta 1 33 Kilometer nach Süden bis zur Ortschaft San Antonio de Senkata. Von San Antonio aus gelangt man über eine unbefestigte Straße nach achtzehn Kilometern in südwestlicher Richtung nach Collana.

## Bevölkerung
Die Einwohnerzahl des Ortes ist in den vergangenen beiden Jahrzehnten um mehr als die Hälfte angestiegen:
| Jahr | Einwohner | Quelle       |
| ---- | --------- | ------------ |
| 1992 | 1282      | Volkszählung |
| 2001 | 1856      | Volkszählung |
| 2012 | 2064      | Volkszählung |
| 2024 |           | Volkszählung |

Aufgrund der historischen Bevölkerungsentwicklung weist die Region einen hohen Anteil an Aymara-Bevölkerung auf, im Municipio Collana sprechen 86,5 Prozent der Bevölkerung Aymara.